# Al-Qayrawan
al-Qayrawan (in arabo القيروان‎?, al-Qayrawān, in francese Kairouan) è una città della Tunisia che, nel periodo califfale islamico, fu capitale del governatorato (wilāya) dell'Ifrīqiya. Si trova a 150 chilometri a sud-ovest di Tunisi e a 50 chilometri a ovest di Sousse. Il nome della città, Kairouan, è una corruzione della parola persiana (persiano: کاروان, kârvân) che significa "accampamento militare" (kâr per guerra/militare legato al latino guer e vân per accampamento), "carovana" o "luogo di riposo".
Prima città araba e musulmana del Nord Africa, Kairouan è stata un importante centro per la diffusione dell'Islam e della lingua araba nel Maghreb. La città conserva ancora oggi un posto speciale per i musulmani della zona, soprattutto durante il Mouled, quando i fedeli provenienti da tutta la Tunisia e da altri paesi accorrono per partecipare alle celebrazioni.
Con la sua medina e i suoi mercati organizzati da corporazioni orientali, le sue moschee e altri edifici religiosi, Kairouan è stata inserita nel 1988 nella lista del patrimonio dell'umanità dell'UNESCO. Nel 2009 è stata proclamata capitale della cultura islamica dall'Organizzazione Mondiale Islamica per l'Educazione, la Scienza e la Cultura.
La città è famosa anche per i suoi tappeti di lana fatti a mano e i dolci, tra cui i makrouds.

## Storia
La fondazione di Kairouan risale al 670 circa, quando il generale arabo Uqba ibn Nafi del califfo Mu'awiya scelse un sito nel mezzo di una fitta foresta, allora infestata da bestie feroci e rettili, come sede di una postazione militare. In precedenza, la città di Kamounia si trovava dove ora si trova Kairouan. Aveva ospitato una guarnigione bizantina prima della conquista araba e si trovava lontano dal mare, al sicuro dai continui attacchi dei berberi che avevano ferocemente resistito all'invasione araba.
La resistenza berbera continuò, guidata prima da Kusaila, le cui truppe uccisero Uqba a Biskra circa quindici anni dopo l'istituzione della postazione militare,[14] e poi da una donna berbera chiamata Al-Kahina che fu uccisa e il suo esercito sconfitto nel 702. Successivamente, si verificò una conversione di massa dei berberi all'Islam. I kharigiti, ovvero "estranei" islamici che formarono una setta egualitaria e puritana, apparvero e sono ancora presenti sull'isola di Djerba. Nell'ottobre del 741, nel corso della Grande Rivolta Berbera nel Maghreb, l'esercito Ifriqiyan, insieme a una forza siriana inviata dal califfo, fu distrutto dai berberi nella battaglia di Bagdoura. Il governatore Kulthum ibn Iyad al-Qasi perì sul campo, suo nipote e successore Balj ibn Bishr al-Qushayri si rintanò con il resto dell'esercito in Spagna, lasciando l'intera Ifriqiya aperta all'avanzata dei ribelli berberi. Non avendo più forze a sua disposizione, il califfo omayyade Hisham nominò Handhala ibn Safwan governatore dell'Ifriqiya, con autorità di supervisione su tutto il Maghreb (Nord Africa a ovest dell'Egitto) e al-Andalus (Spagna), e gli ordinò di prendere tutte le forze che poteva radunare per difendere l'Ifriqiya e reprimere la ribellione berbera.
Handhala, che si trovava in Egitto, arrivò a Kairouan intorno all'aprile del 742, proprio mentre i berberi stavano organizzando un nuovo attacco. Lo scontro, avvenuto a pochi chilometri da Kairouan, fu il più sanguinoso delle guerre berbere, si dice che circa 120 000-180 000 berberi caddero sul campo di battaglia.
L'Ifrīqiya fu conquistata all'inizio del X secolo dai Fatimidi. Già nel corso del dominio fatimide la regione ifriqiyana fu governata dalla dinastia ziride, inizialmente vassalli dei Fatimidi e che, quando si resero di fatto indipendenti, dovettero subire le devastanti incursioni dei nomadi arabi Banū Hilāl e Banū Sulaym, mandati in segno di rappresaglia dai Fatimidi.
Dato l'aspetto suggestivo della sua urbanistica, non guastata da modernizzazioni sfrenate, è stata utilizzata come set nelle scene di diversi film, tra cui I predatori dell'arca perduta (per rappresentare Il Cairo).

## Grande Moschea di Qayrawan

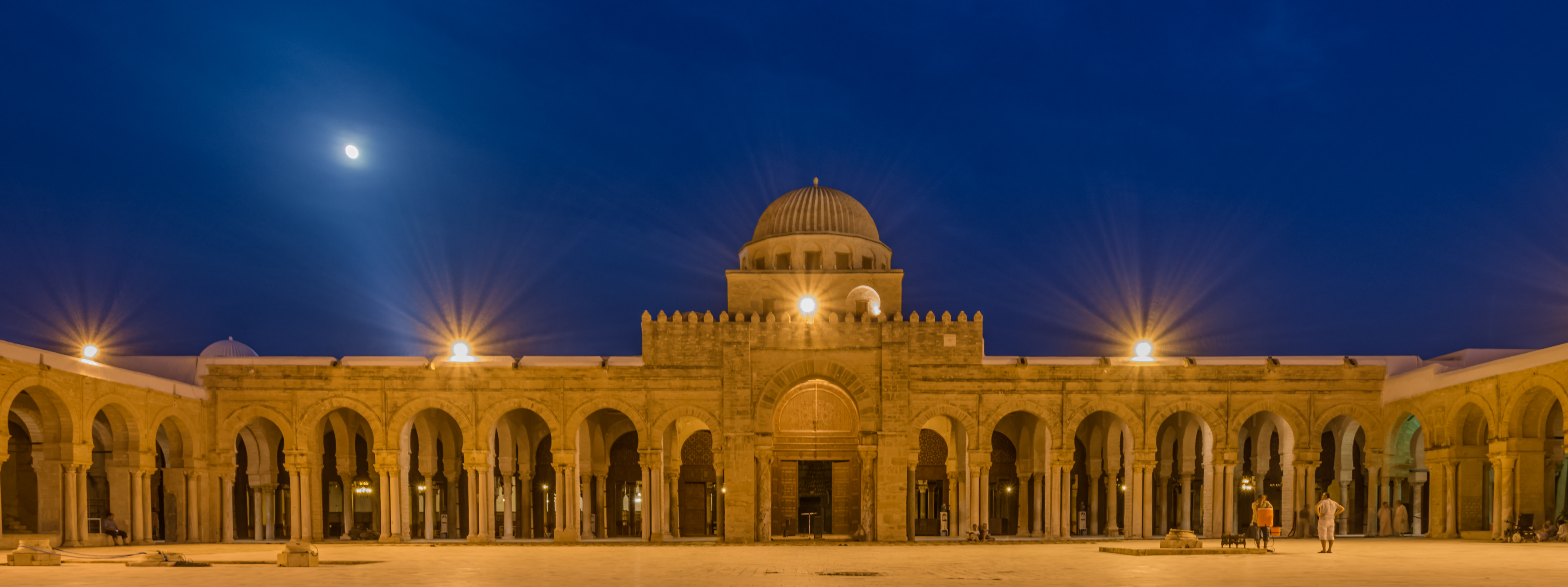
Panorama della Grande Moschea di Kairouan

La città è considerata particolarmente venerabile dai musulmani per la presenza della più antica moschea del Maghreb, la Grande moschea di Qayrawan, eretta nel VII secolo (I secolo del calendario islamico) dal conquistatore arabo ʿUqba ibn Nāfiʿ ("Sīdī ʿOqba", lett. "Signor mio (Sayyidī) ʿOqba [b. Nāfi']") e per la Moschea del Barbiere del profeta Muhammad ("Sīdī Ṣaḥbī", lett. "Signor mio Compagno [del Profeta]").

### Moschea delle Tre Porte
La Moschea delle Tre Porte fu fondata nell'866. La sua facciata è un notevole esempio di architettura islamica. Presenta tre portali ad arco sormontati da tre iscrizioni in scrittura cufica, intervallati da rilievi floreali e geometrici e sormontati da un fregio intagliato; la prima iscrizione include i versetti 70-71 della sura 33 del Corano. Il piccolo minareto fu aggiunto durante i lavori di restauro svoltisi sotto la dinastia Hafside. La sala di preghiera è a tre navate, divise da colonne ad arco, parallele al muro della qibla.

### Moschea del Barbiere

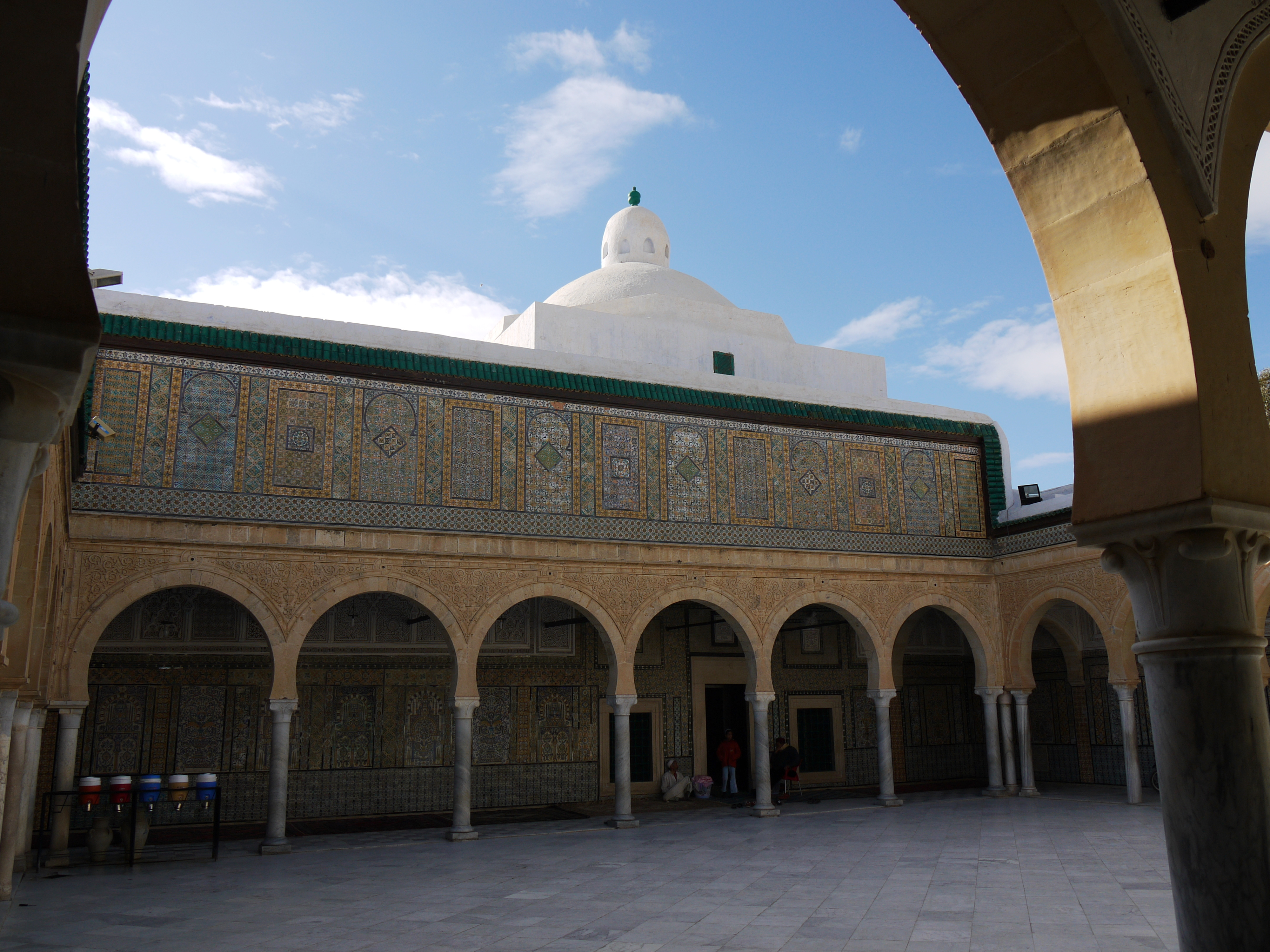
Moschea del Barbiere

La Zawiya di Sidi Sahib, conosciuta anche come Moschea del Barbiere, è un complesso religioso che ospita il mausoleo di Abu Zama' al-Balawi, un compagno del profeta islamico Maometto, il quale, secondo la leggenda, si era conservato tre peli della barba di Maometto, da cui il nome dell'edificio. Il complesso fu costruito per la prima volta nel XIV secolo sotto gli Hafsidi, ma nel suo stato attuale risale al XVII secolo, sotto i Muradidi. Alla camera tombale si accede da un cortile simile a un chiostro con ricche decorazioni in piastrelle e stucchi. Oltre al mausoleo, il complesso comprende una madrasa e diverse altre strutture.

### Bacini aghlabidi
I bacini aghlabidici sono un monumento storico tunisino situato a Kairouan. Risalenti al IX secolo e situati al di fuori dei bastioni della medina di Kairouan, furono allestiti nel periodo in cui l'Ifrīqiya fu governatorato ereditario della dinastia aghlabide, la stessa che organizzò la conquista islamica della Sicilia nell'827 d.C. Sono considerati i sistemi idraulici più importanti nella storia del mondo musulmano. La struttura si estende su una superficie di 11.000 mq ed è composta da una piccola vasca di decantazione, una grande vasca per lo stoccaggio dell'acqua e due vasche di prelievo, tutte aventi una capacità di stoccaggio complessiva di 68.800 metri cubi.

## Galleria d'immagini

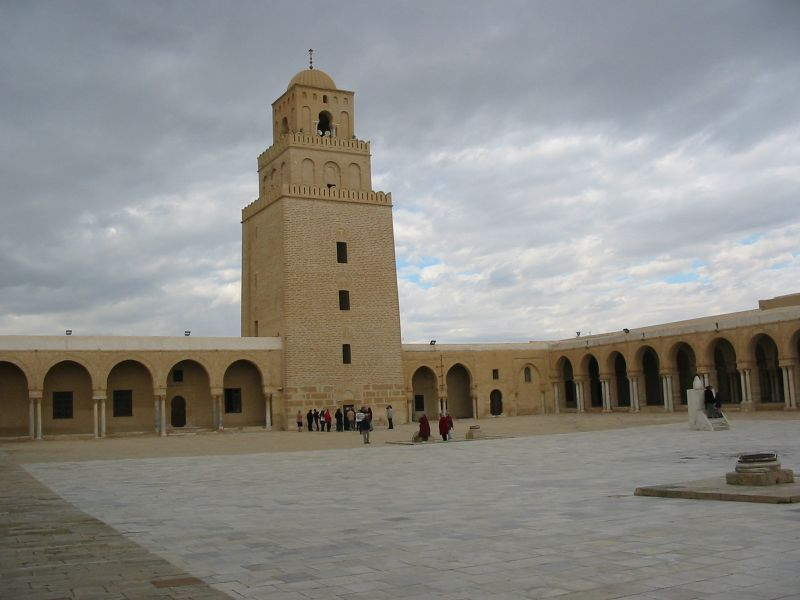
La Grande Moschea di Sīdī ʿOqba e il suo imponente minareto
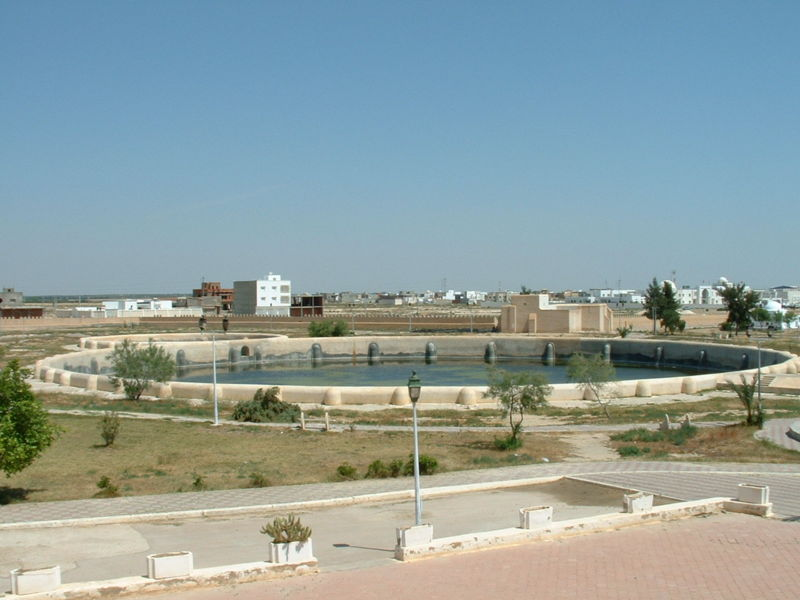
Uno dei "bacini aghlabidi"
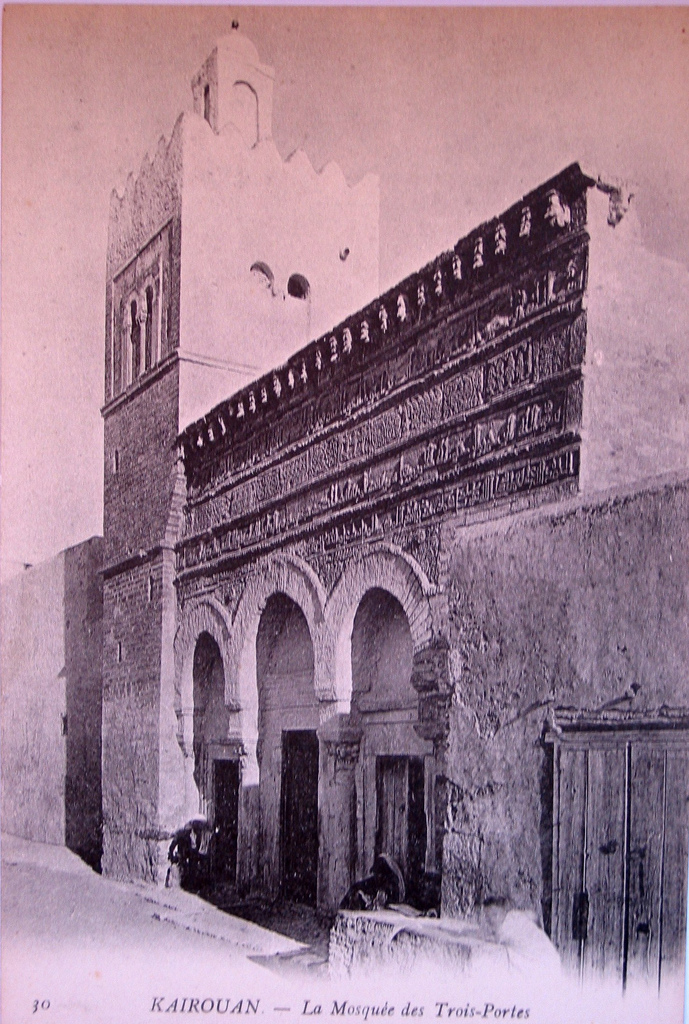
Il minareto della Moschea delle Tre Porte